# 下谷あゆ
下谷 あゆ（しもたに あゆ、2005年2月23日 - ）は、日本のライブアイドル、グラビアアイドル。大阪府出身。CDCプロダクション所属。アイドルグループ「おちゃメンタル✩パーティー」メンバー。

## 略歴
アイドルグループ「おちゃメンタル✩パーティー」のオリジナルメンバーとして2021年3月にデビュー（メンバーカラーは水色）。
同年10月開催の「TOKYO GRAVURE IDOL FESTIVAL ONLINE 2021」で水着姿を披露。
2023年11月6日発売の講談社『週刊ヤングマガジン』49号にて撮りおろしのグラビアを掲載。同日より同誌のウェブサイト「ヤンマガWeb」のコーナー『ヤンマガアザーっす！』にアナザーカットが公開された。これ以降、グラビアアイドルとしての活動を開始。
2024年2月開催の「TGIF Photo Session」に参加したことで集英社『週刊プレイボーイ』編集部の目に留まり、同年3月には「編集部注目のツギクルガール16名」に選出され、同誌誌面にも掲載された。

## 人物

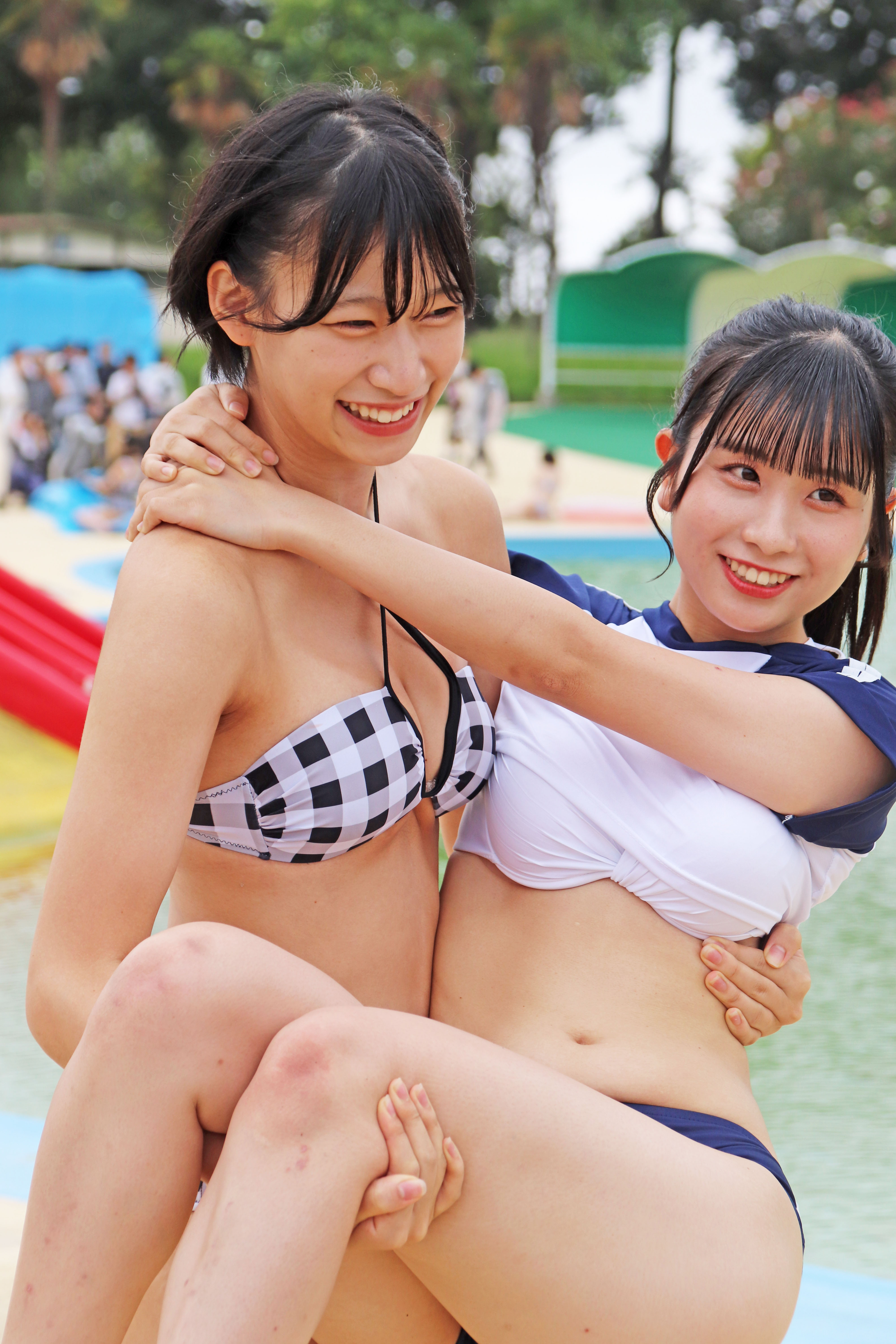
『近代麻雀水着祭ファイナル』でおちゃメンタル☆パーティーの藤宮ゆな（写真右）と共演
（2024年9月22日）

- 趣味・特技は歌うこと、アコースティックギター、バスケットボール、ものまね[1]。ピアノも多少弾ける。同世代の流行楽曲よりも昭和・平成のヒット曲を好む。

- ヤングマガジン誌上では、「浪速の摩天楼ガール!!」と二つ名をつけられるほど、こてこての関西弁を操り、湯水のようにしゃべり、リアクションも大きい[1]。

- 高身長かつ地声も低いことから、2024年には電車内で男性に間違えられ、怒号を受けたことがある[10]。このニュースは複数の新聞媒体で報道された[11]。背格好だけでなく、性格も男前であり、真冬の寒空の下、アイドル衣装のみで街頭に立ったことや[12]、強風で飛びそうになる仮設テントの柱を支えたこともネットニュースになり話題になった[13]。